# Emirato de Córdoba
El Emirato de Córdoba, y desde 929, Califato de Córdoba, fue un Estado islámico árabe gobernado por la dinastía omeya entre 756 y 1031. Su territorio comprendía la mayor parte de la península ibérica (conocida por los musulmanes como al-Ándalus), las Islas Baleares y partes del norte de África, con capital en Córdoba (en aquel momento Qurṭubah). Desde el año 756 estuvo gobernado como emirato hasta que Abderramán III adoptó el título de califa en el año 929.
Su estado fue fundado por Abderramán I, un príncipe omeya que huyó de la derrota y la persecución del clan omeya en medio de la Revolución abasí. El sistema político floreció durante la mayor parte de tres siglos, antes de desintegrarse a principios del siglo XI durante la fitna de al-Ándalus, una guerra civil entre los descendientes del califa Hisham II y los sucesores de su hajib (funcionario de la corte), al-Manṣūr. En 1031, después de años de luchas internas, el califato se derrumbó y se fracturó en varias taifas (reinos) musulmanes independientes.

Territorio del Emirato durante el.

## La conquista musulmana y Valiato de al-Ándalus
Tras la rápida conquista musulmana de la península ibérica en el período 711–718, esta se constituyó como provincia dependiente del Califato Omeya. Sus gobernantes fijaron su capital en Córdoba y recibieron del califa de[Damasco el título de valí o emir.
En aquel momento la población musulmana peninsular estaba formada por los árabes instalados en las ciudades, los bereberes radicados en las zonas rurales y los sirios, que habían formado las primeras fuerzas invasoras. Estas etnias se enfrentaron entre sí para hacerse con el mayor número de tierras y sumieron la península en una endémica guerra civil hasta la aparición de Abderramán I.
La presencia musulmana en la península obedeció a dos factores: las rivalidades internas y el impulso expansionista islámico.

## Emires
En 750, los abasíes derrocaron a los omeyas del Califato de Damasco y ordenan el asesinato de toda la familia omeya. Seis años más tarde, en 756, Abderramán I –que había escapado del sangriento destino final de los omeyas logrando huir de Damasco– desembarcó en al-Ándalus y se proclamó emir (comandante en jefe) tras conquistar Córdoba y en 773, se independiza de la nueva capital abasí ubicada en Bagdad. Esta independencia es política y administrativa, pero se mantiene la unidad espiritual y moral al continuar el vínculo religioso con el Califato abasí. Abderramán solamente terminó por unificar la Iberia musulmana en el 781, tras capturar Zaragoza (779) y Pamplona y haber sometido a los señores vascones del Pirineo.
Sin embargo, el verdadero organizador del emirato independiente fue Abderramán II, quien delegó los poderes en manos de los visires y logró una islamización muy rápida de la península, reduciendo considerablemente el número de cristianos en territorio musulmán (llamados mozárabes o dhimmis). No obstante, estos siguieron representando la mayoría de al-Ándalus por lo menos hasta el siglo X.
Las disputas entre árabes y bereberes no cesaron completamente tras la proclamación del Emirato, lo que permitió la reorganización de los reinos cristianos en el norte, dando inicio a la Reconquista, alentada por la política proárabe mantenida por la dinastía omeya, lo que provocó numerosas sublevaciones protagonizadas por muladíes, que llegaron a poner en peligro la existencia misma del Emirato.
A la llegada al trono de Abderramán III en 912, la decadencia política del Emirato era un hecho obvio y consumado. Para imponer su autoridad y terminar con las revueltas y conflictos que arrasaban la península ibérica, se proclamó califa en 929 estableciendo el Califato de Córdoba.

### Listado de los emires

Árbol genealógico de la familia Omeya. En azul figura el califa Uthmán, uno de los 4 califas ortodoxos. En verde, los califas omeyas de Damasco. En amarillo, los emires omeyas de Córdoba. En naranja, los califas omeyas de Córdoba (nota: Abderramán III fue emir hasta el año 929, en que se proclamó califa). Se incluye el parentesco de los omeyas con el profeta Mahoma, señalado en mayúsculas.

| Lista de Emires | Nombre         | Años en el poder |
| --------------- | -------------- | ---------------- |
| 1               | Abderramán I   | 756-788          |
| 2               | Hisham I       | 788-796          |
| 3               | Alhakén I      | 796-822          |
| 4               | Abderramán II  | 822-852          |
| 5               | Mohamed I      | 852-886          |
| 6               | Almúndir       | 886-888          |
| 7               | Abdalá I       | 888-912          |
| 8               | Abderramán III | 912-929          |